# Суперпродукция (фильм)
«Суперпродукция» (пол. Superprodukcja) — кинокомедия польского режиссёра Юлиуша Махульского.

## Сюжет
Председатель Конецпольский — известный предприниматель и гангстер, который грубо отодвигает конкурентов. Но больше огорчает его невеста. Она скучает и хочет остаться звездой фильма. Конецпольский заставляет известного кинокритика Ианека написать сценарий. Но создавать будет труднее, чем рецензировать.

## В ролях
- Рафал Круликовский — Ианек Джазга, кинокритик
- Пётр Фрончевский — председатель Конецпольский
- Януш Ревиньский — Здзислав Недзельский, кинопродюсер
- Анна Пшибыльская — Доната Фиок, невеста Конецпольского
- Марта Липиньская — мать Ианека
- Магдалена Шейбаль — Марыся, подруга Ианека
- Кшиштоф Глобиш — Бартек Выпыховский, кинорежиссёр
- Януш Юзефович — Павел Дзиобак, актёр
- Роберт Яроцинский — Сташек, человек Конецпольского
- Кшиштоф Кершновский — поручик Тарковский
- Сильвестер Мацеевский — капитан Бергман
- Ян Махульский — актёр Мариан
- Кристина Янда — известная актриса
- Томаш Сапрык — помощник режиссёра
- Марек Кондрат — фольксдойче
- Чеслав Лясота — кинокритик Чеслав
- Цезары Косинский — кинокритик Тадеуш
- Роберт Венцкевич — бандит
- Гжегож Эмануэль — бандит
- Анджей Грабовский — гангстер «Наполеон»
- Мариан Глинка — гангстер
- Артур Барцись — путник
- Малгожата Кожуховская — актриса, звезда фильма «Свинство»
- Эдвард Клосиньский — кинооператор-постановщик
- Ян Энглерт — камео
- Роберт Глински — камео
- Юлиуш Махульский — камео
- Ярослав Сокул — Патрик, коллекционер покемонов который убил и изнасиловал свою мать / танкист